# Liste der Baudenkmäler in Neu-Ulm

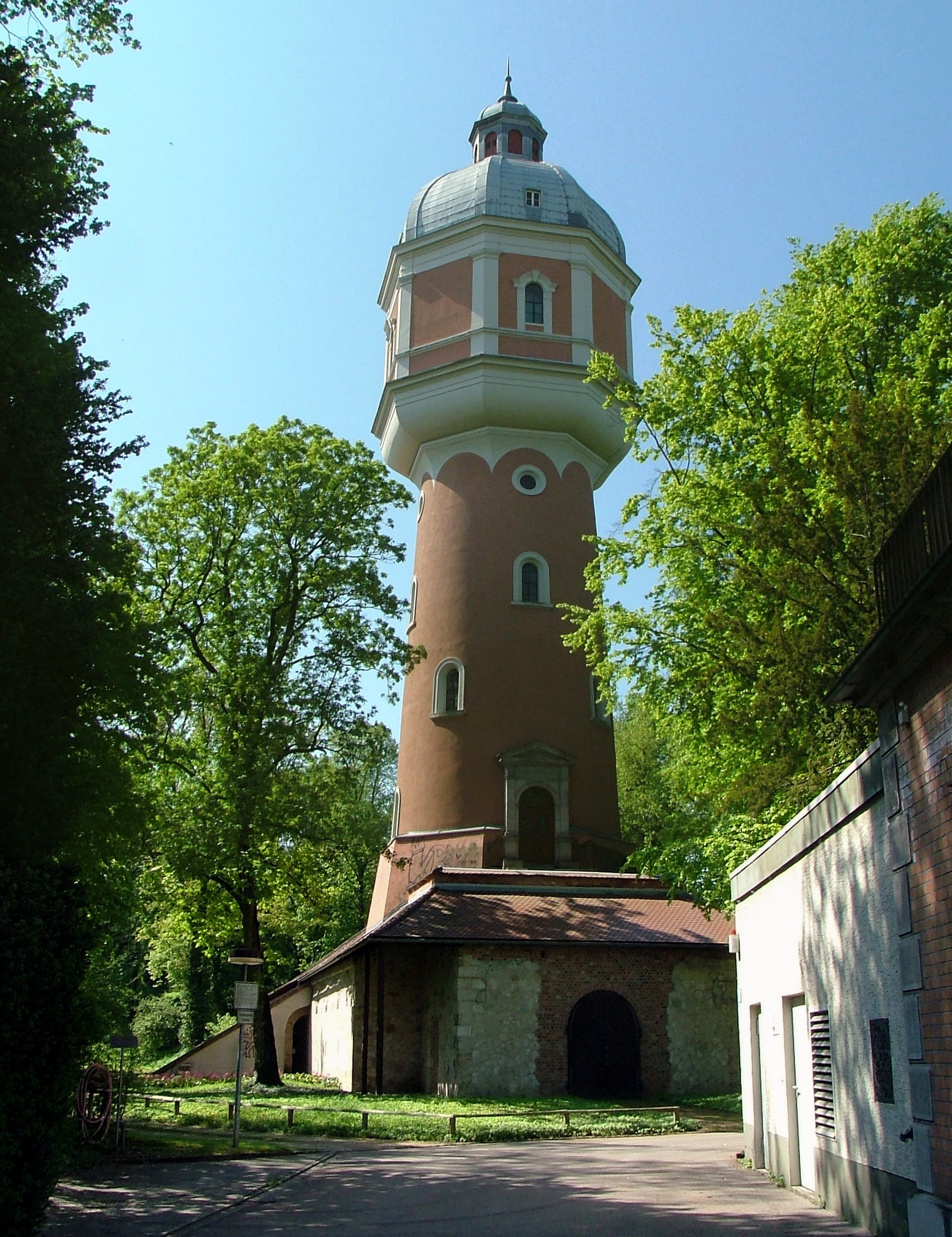
Neu-Ulmer Wasserturm, das Wahrzeichen der Stadt Neu-Ulm

Auf dieser Seite sind die Baudenkmäler in der schwäbischen Großen Kreisstadt Neu-Ulm zusammengestellt. Diese Tabelle ist eine Teilliste der Liste der Baudenkmäler in Bayern. Grundlage ist die Bayerische Denkmalliste, die auf Basis des Bayerischen Denkmalschutzgesetzes vom 1. Oktober 1973 erstmals erstellt wurde und seither durch das Bayerische Landesamt für Denkmalpflege geführt wird. Die folgenden Angaben ersetzen nicht die rechtsverbindliche Auskunft der Denkmalschutzbehörde.

## Ensemble Johannisstraße

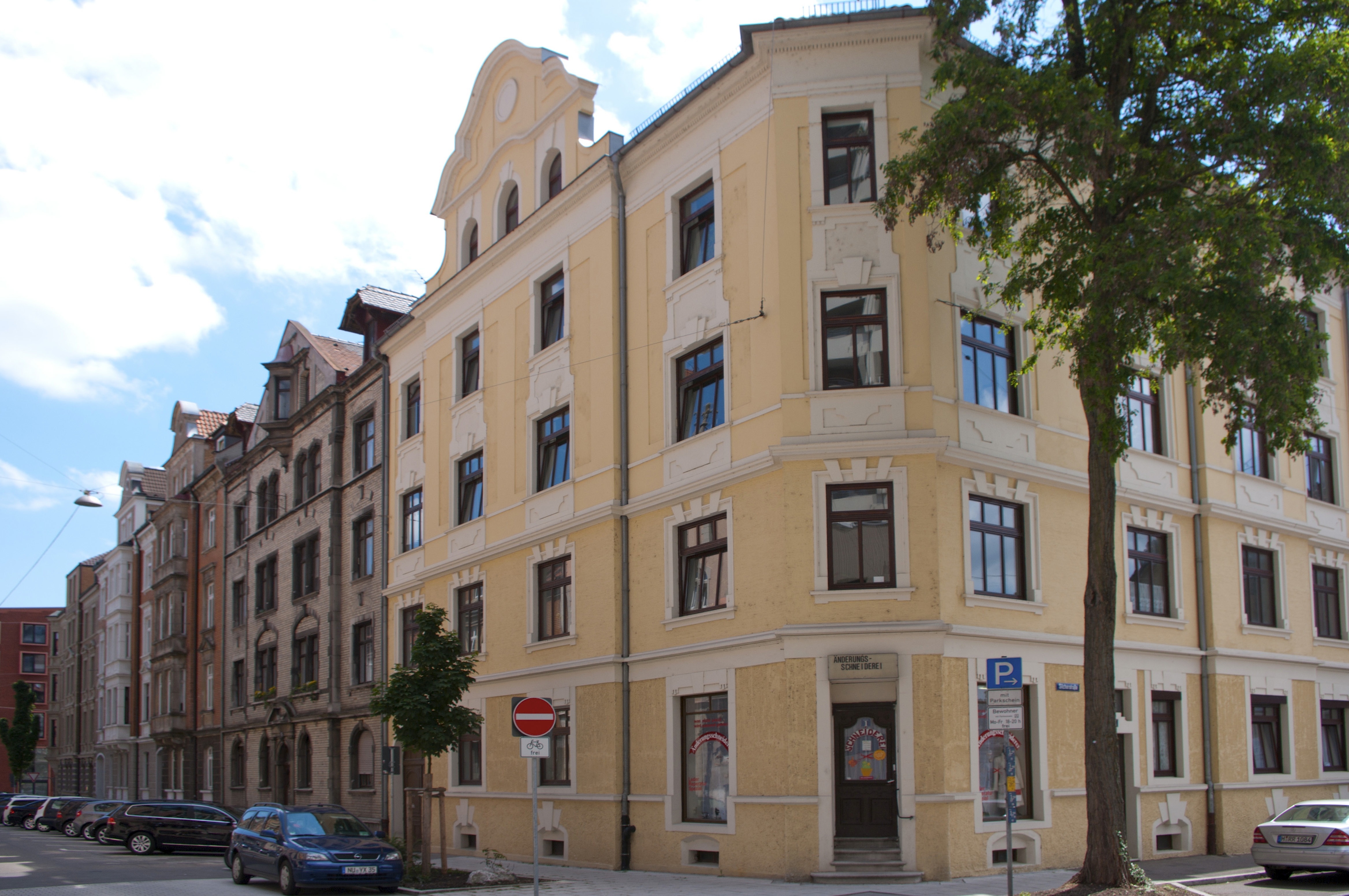
Johannisstraße Neu-Ulm

Die in der Zeit um 1900 bis 1903 meist von dem einheimischen Baumeister Paul Frank erbauten Wohnhäuser bilden mit ihren Fassaden in Rohbackstein, mit Putzrustikasockeln und feinen Details der Gliederungselemente in Haustein einen einheitlichen Straßenzug des Historismus. Die Bereicherung mit Erkern und die deutliche Hinwendung zu barocken Stilelementen ist zugleich Zeugnis für die Epoche der Stadt, in der sie im Begriff war, den reinen Festungscharakter abzustreifen. Die durch Kriegseinwirkung nicht durchweg erhaltenen Dachabschlüsse sind für die Geschlossenheit des Bildes nicht von allzu großer Bedeutung. Aktennummer: E-7-75-135-1.

## Bundesfestung Ulm

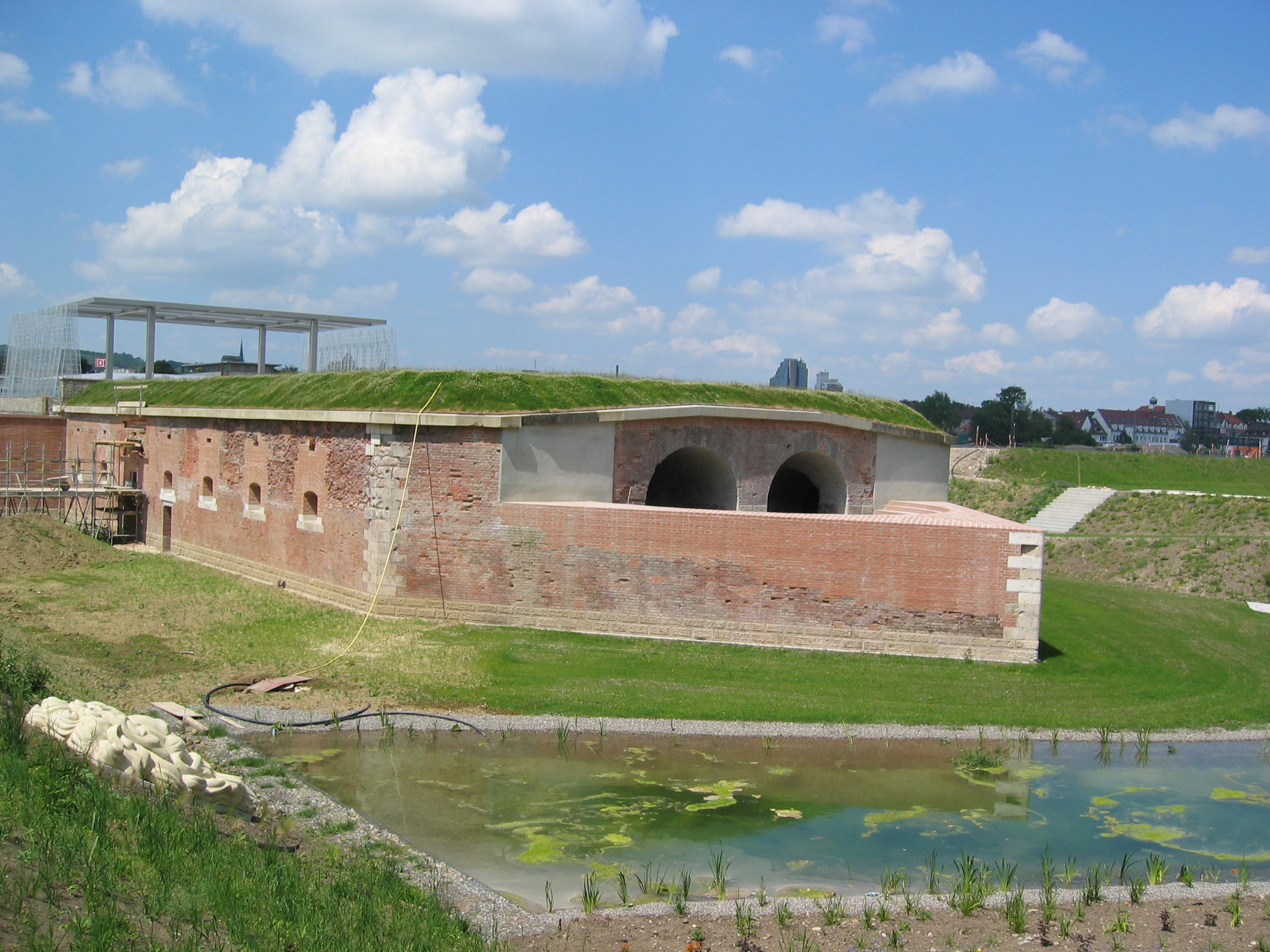
Caponniere 4

Die zwischen 1842 und 1859 erbaute Bundesfestung Ulm, die zeit ihres Bestehens nie angegriffen wurde, war die zentrale süddeutsche Verteidigungsanlage des 1815 gegründeten Deutschen Bundes. Sie war als Waffenplatz für bis zu 100.000 Mann geplant und sollte als Ausrüstungsort insbesondere die Marschroute entlang der Donau nach Wien sichern helfen, war aber auch als Ausgangspunkt für gegen Frankreich gerichtete Operationen gedacht. Bei ihrer Fertigstellung war die Bundesfeste Ulm eine der größten und modernsten Festungsanlagen in Europa, gleichwohl aber wegen waffentechnischer Erfindungen schon bald wieder veraltet. Die Gesamtanlage der Bundesfestung Ulm besteht aus der Hauptumwallung und den vorgeschobenen Außenforts, die auf der bayerischen Seite Vorwerke heißen. Der innere Festungsgürtel wurde nach den Grundsätzen der „Neuen Deutschen Befestigung“ ausgeführt, eines fortentwickelten Polygonalsystems, das auf der Manier von Marc-René de Montalembert fußt. Prototyp dieses nach der Gründung des Deutschen Bundes bevorzugten Befestigungssystems war die zwischen 1815 und 1834 neu erbaute Festung Koblenz und Ehrenbreitstein. In Abkehr vom Bastionärsystem sind dementsprechend die Hauptmerkmale der Bundesfestung Ulm lange, gerade, bis zu 11 Meter hohe und stumpfwinklig aufeinandertreffende Mauer- und Wallzüge, die von in die Gräben vorspringenden, mehrgeschossigen Geschütztürmen, den Caponnieren, bestrichen werden konnten. Hinter dem Wall lagen die Reduits als Auffangstellungen. Da die Festung auf württembergischem wie bayerischem Territorium zu errichten war, setzte man zwei Festungsbaudirektoren ein, die unterschiedliche Baustile und Organisationsformen anwandten. Den Bau der bayerischen Neu-Ulmer Seite leiteten bis 1844 Friedrich Herdegen und dann Theodor von Hildebrand, die Vollendung erfolgte unter Albert Spieß. Während auf dem linken Donauufer Kalkstein verwendet und Materialien wie Arbeitsleistungen vom freien Markt bezogen wurden, bevorzugte Hildebrand Sichtbackstein als Baumaterial, setzte Kalkstein lediglich in Sockelzonen und Eckquaderungen ein, Sandstein bei Schartenkonsolen und unterhielt Regiebetriebe. Am 18. Oktober 1842 wurde der erste Spatenstich auf dem württembergischen Michelsberg getan, ebenfalls am 18. Oktober 1844, jeweils an den Jahrestagen der Völkerschlacht zu Leipzig, der Grundstein gelegt – auf bayerischer Seite in einem Mauerfundament bei der Caponniere 4. Bis 1848 waren weite Teile der Umwallung, Wilhelmsburg und Wilhelmsfeste errichtet. Politische wie wirtschaftliche Instabilität erzwangen beim Bau der Reduits und Außenforts, die bis 1859 fertig gestellt waren, starke Einschränkungen. Nach dem Zerfall des Deutschen Bundes ab 1866 übernahm das 1871 gegründete Kaiserreich das Festungswerk und brachte es zwischen 1875 und 1887 auf den neuesten kriegstechnischen Stand. Dabei wurden die Wallkronen mit Traversen versehen, die zu hoch aufragenden Mauern abgetragen und einige Bauwerke durch Erdvorlagen geschützt. In einer weiteren Modernisierung wurde ab 1901 der Fortgürtel durch die Anlage betonierter, in die Erde versenkter Infanteriestützpunkte mit Untertreteraum für die Mannschaft verstärkt. Auf bayerischer Seite wurde nur ein Stützpunkt 1907–1909 am Kapellenberg gebaut. Er blieb von der Sprengung durch die Alliierten 1945/46 verschont, ist jedoch inzwischen übererdet und unzugänglich. Zu Beginn des Ersten Weltkriegs erhielt die Bundesfestung einen modernen Verteidigungsring aus Schützengräben und Infanteriestützpunkten, der die Betonwerke der Vorkriegszeit zum Teil einbezog. Aufgrund des Kriegsverlaufs wurden 1916 die Bauarbeiten eingestellt und bereits vorhandene Stützpunkte eingeebnet, 1945/46 durch Sprengungen und bis heute durch Abbrüche weiter dezimiert. Erhalten blieb auf bayerischem Territorium lediglich der Infanteriestützpunkt 58 (Ludwigsfeld). 1918 verlor die Festung jede Bedeutung, 1938 wurde die Festungseigenschaft auch formal aufgehoben. Die Hauptumwallung war bereits gegen Ende des 19. Jahrhunderts aufgegeben und 1899 sowie 1906 in weiten Teilen an die Städte Ulm und Neu-Ulm verkauft worden. So konnten um 1900 im Zuge der Stadterweiterung die großen Freiflächen innerhalb der Hauptumwallung bebaut und erste Abbrüche vorgenommen werden. Nach dem Ersten Weltkrieg wurden die Werke nur noch zum Teil militärisch genutzt, teils dienten sie zu Wohn- oder Gewerbezwecken, ab 1945 auch als Notunterkünfte. Nach dem Zweiten Weltkrieg wurden Anlagen gesprengt, verfielen mangels Bauunterhalt und manche Werke und Nebengebäude (Exerzierhallen, Friedensspital, Offizierskasino, Geschützrohrschuppen, Magazine und Depots) wurden bis in jüngste Zeit abgebrochen. Auf der bayerischen Seite konnte die Hauptumwallung wegen des ebenen Geländes gleichmäßig angelegt werden und gliederte sich in vier nahezu gleiche Fronten mit je einer Caponniere in der Mitte und den drei verstärkten Umwallungsspitzen, Bastionen genannt, an den stumpfwinklig aneinanderstoßenden Escarpenmauern, Graben, gedecktem Weg und Glacis. Sie wurde zwischen 1844 und 1850 errichtet und in den folgenden Jahren durch einige Militärbauten ergänzt (Eisenbahnblockhaus, Kriegslazarett, Pulvermagazin).
Die Umwallung ist im Westen zwischen Donau und Hermann-Köhl-Straße in weiten Teilen unverändert erhalten, zwischen Hermann-Köhl und Reuttier Straße in Grundzügen und im östlichen Abschnitt nur mehr in einzelnen Bauwerken. Die Hauptumwallung begann im Osten mit der Halbbastion 1 (abgebrochen nach 1910), die wie auch das Augsburger Tor (1959/60 abgebrochen), die Caponniere 2 (um 1910 abgebrochen), die Bastion 3 und die verbindenden Mauerzüge nicht mehr erhalten sind. Lediglich der Sockel des inneren Anschlussblockhauses (im Gebäude Uferstraße 5), das Eisenbahnblockhaus (Bahnhofstraße 41) und einzelne Teile des Glacis sind noch oberirdisch erhalten. An der Festungsfront zwischen den Bastionen 3 und 5 wurden zwischen 1855 und 1859 zwei Blockhäuser errichtet, die wie auch die Mauerzüge und Wälle (zwischen 1911 und 1955 abgetragen) nicht mehr erhalten sind. Lediglich die Caponniere 4 besteht noch. Die Bastion 5 ist westlich der Memminger Straße erhalten. Sie besteht aus Wall, Escarpe, Glacis, Graben mit Künette, einer Mörserbatterie hinter einer Schildmauer im Saillant und dem dahinterliegenden Kriegslazarett (Turmstraße 43). Die Courtine 5–7 besteht wie auch die anderen Neu-Ulms aus Wall, Escarpe mit je zwei Tenaillen mit Flankenbatterien, einem Geschützschuppen hinter der rechten, dem Graben mit einer Künette, dem Glacis und der Caponniere 6 mit seitlichen Ausfallhöfen in der Mitte. Die beiden Blockhäuser, Exerzierhalle und Flankenbatterien sind nicht mehr erhalten. Der anschließende Abschnitt auf der Seite Neu-Ulm, das Werk 8, wurde 1906 von der Stadt aufgekauft, 1910 ließ man Wall und Mauer durchbrechen, um in Entlastung des einspurig zu durchfahrenden Memminger Tores die Schützenstraße nach außen zu führen. Westlich der Caponniere wurden im Festungsareal und auf dem Wall ab 1909 Wohnhäuser errichtet, wobei die mit Strebepfeilern aus Beton verstärkte Escarpenmauer und das Memminger Tor nicht abgebrochen, sondern in die Bebauung integriert wurden. Vom Werk 9, das aus Wall mit Toranlage, Graben und Künette, dem Glacis und zwei Blockhäusern bestand, existieren noch das Memminger Tor (Auf dem Wall), im Kern die beiden Blockhäuser in zwei Wohnbauten (Parkstraße 1, Jahnufer 54), Wall, Graben mit Künette, Glacis und Escarpenmauer. Von den 6 geplanten Außenforts, den Vorwerken, wurden drei ausgeführt (Schwaighofen, Ludwigsvorfeste, Illerkanal). Die Vorwerke 10 und 11 waren bei Offenhausen vorgesehen, konnten aber aus Kostengründen nicht realisiert werden, ein anderes Vorwerk war vor der Bastion 7 geplant und ein weiteres, 1863 geplantes Vorwerk südlich des Ortsteils Pfuhl wurde aufgrund des Zerfalls des Deutschen Bundes nicht mehr ausgeführt. Unter Denkmalschutz stehen die folgenden Bestandteile der Hauptumwallung mit ihren Mauerzügen, Bastionen und Halbbastionen:
- 1. Memminger Tor, einzige erhaltene Toranlage der Befestigung, mit gedrungenem Torturm auf der Escarpenmauer und Poternenbauwerk mit Tordurchfahrt und Kasematten unter dem Wall, Portal vor dem Wall durch Stich- und Spitzbogenblenden gerahmt, mit Rustikasockel, mehrstufigem Hauptgesims, Blech beschlagenem Holztor und Brücke über den Festungsgraben, Stadtseite einfacher, 1844–1849, 1881 für die neue Metallbrücke geringfügig umgestaltet;
- 2. Caponniere 8, aus der Außenseite des Festungswalls herausragendes, massiv in Ziegel gemauertes, fest gedecktes, pfeilförmiges Verteidigungsbauwerk mit Kalksteinsockel, Kalksteinelementen, Geschützkasematte in der Spitze und seitlichen Ausfallhöfen, 1844–1849;
- 3. Caponniere 6, heute gewerbliche Nutzung, aus der Außenseite des Festungswalls herausragendes, fest gedecktes, pfeilförmiges Verteidigungsbauwerk, massiv in Ziegel gemauert mit Kalksteinsockel und Kalksteinelementen sowie mit Mörserbatterie in der Spitze, 1844–1849;
- 4. Caponniere 4, heute kulturelle Nutzung, ehemaliges aus der Außenseite des Festungswalls herausragendes, fest gedecktes, pfeilförmiges Verteidigungsbauwerk, massiv in Ziegel gemauert mit Kalksteinsockel und Kalksteinelementen sowie mit Mörserhof in der Spitze, 1844–1849, 2008 instand gesetzt mit Entfernung der aufgesetzten Fabrikhalle und teilweisen Wiederherstellung des Grabenprofils;
- 5. und 6. Glacis-Anlagen, westlicher Teil des Festungsgrabens mit Glacis, 1844–1848, 1906 von der Stadt mit Umwallung und festungszeitlicher Anpflanzung aufgekauft, 1919 als Park angelegt, 1967 Wasserspielplatz und Parklandschaft eingerichtet, nochmals umgestaltet für die Landesgartenschau 1980;
- 7. Kollmannspark, Parkanlage mit kreisförmiger Wegstruktur um frei stehende Bäume, benannt nach Josef Kollmann (Politiker, 1855), der als Neu-Ulmer Bürgermeister 1906 mit dem Kauf von Grundstücken der Bundesfeste den Anstoß zur modernen Stadtentwicklung gab, angelegt 1910, 1994–1996 mit der Sanierung des Kriegspulvermagazins umgestaltet;
- 8. Reste des Blockhauses vor dem Memminger Tor im Erdgeschoss des jetzigen Wohnhauses, um 1850–1853;
- 9. ehemaliges Blockhaus oder Anschlussturm der Befestigung an das Donauufer, jetzt Terrasse, Mitte 19. Jahrhundert;
- 10. ehemaliges Blockhaus oder Anschlussturm der Befestigung an das Donauufer, Sockel im Norden des Wohnhauses erhalten, Mitte 19. Jahrhundert.

Aktennummer: D-7-75-135-1.

### Einzeldenkmäler
| Lage                                                               | Objekt                                                           | Beschreibung | Akten-Nr.                | Bild                                                             |
| ------------------------------------------------------------------ | ---------------------------------------------------------------- | --- | ------------------------ | ---------------------------------------------------------------- |
| Bahnhofstraße 41 (Standort)                                        | Sogenanntes Eisenbahnblockhaus                                   | erdbedeckter Blankziegelbau mit viertelkreisförmiger Außenfront, als Teil der Bundesfestung zum Schutz der Eisenbahnlinie errichtet, 1850/53 | D-7-75-135-72            | Sogenanntes Eisenbahnblockhaus                                   |
| Im Starkfeld 16; Reuttier Straße 52; Reuttier Straße 54 (Standort) | Vorwerk Schwaighofen                                             | Vorwerk 12, ehemaliges Außenfort der Bundesfestung, jetzt Wohngebäude, auf pfeilförmigem Grundriss, bestehend aus Wall, Escarpenmauer, Glacis, einem vierflügligen Reduit mit Innenhof, caponniereartigen Flanken sowie zwei Caponnieren an den Schulterpunkten, 1850 ff., 1880 Bonnetbatterie abgetragen und zwei Hohltraversen eingerichtet, um 1960 Reduit und Caponnieren für Wohnzwecke aufgestockt | D-7-75-135-16            | weitere Bilder                                                   |
| Lessingstraße 5 (Standort)                                         | Ehemaliges Nebenartilleriedepot                                  | langgestreckter, zweigeschossiger Blankziegelbau mit wenig vorkragenden Kopfbauten, kolossaler Lisenengliederung und Blendfeldern, 1892/93, nach Norden und Süden modern erweitert | D-7-75-135-71            | Ehemaliges Nebenartilleriedepot                                  |
| Krankenhausstraße 3; Jahnufer 20 (Standort)                        | Ehemaliges Proviantmagazin 1 der Bundesfestung Ulm               | zweigeschossiger geschlämmter Ziegelbau mit hohem Kniestock, Ziegelband und Flachsatteldach, 1852/54, später verändert | D-7-75-135-102           | Ehemaliges Proviantmagazin 1 der Bundesfestung Ulm               |
| Krankenhausstraße 3; Jahnufer 20 (Standort)                        | Ehemaliges Proviantmagazin 3 der Bundesfestung Ulm               | zweigeschossiger geschlämmter Ziegelbau mit Flachsatteldach, 1863/64 errichtet, später verändert | D-7-75-135-102 zugehörig | BW                                                               |
| Krankenhausstraße 3; Jahnufer 20 (Standort)                        | Einfriedung                                                      | 2. Hälfte 19. Jahrhundert | D-7-75-135-102 zugehörig | BW                                                               |
| bei An der Jakobsruhe 33 (Standort)                                | Vorwerk 14                                                       | Rundanlage mit Wall, dreiflügligem, mehrfach gewinkeltem Reduit (vgl. Ludwigsvorfeste) mit Vorhof in der Kehlmitte, rundum verlaufendem trockenen Graben und Glacis, 1851 ff., 1880 vier Erdtraversen aufgeschüttet, um 1980 ein Teil des linken Grabens und des Glacis sowie die Erdtraversen beseitigt | D-7-75-135-52            | weitere Bilder                                                   |
| Wileystraße 21 (Standort)                                          | Vorwerk 13 (Ludwigsvorfeste)                                     | Größtes Außenfort der Bundesfestung Ulm auf bayerischer Seite, pfeilförmige Anlage im Aufbau einer vollständigen Lünette mit Wall, Escarpenmauer, Caponnieren in den zwei Facen, caponniereartigen Grabenstreichen an den Kehlpunkten, einem aus drei, um einen Innenhof gruppierten Blöcken bestehenden Reduit, trockenem Graben und Glacis, als erste Verteidigungslinie der Bundesfestung auf bayerischer Seite errichtet, 1850 ff., 1880 Bonnetbatterie abgetragen, 1974/75 Kehlseite beim Bau der Europastraße stark verändert, um 1985 Sanierung für gewerbliche Umnutzun | D-7-75-135-32            | Vorwerk 13 (Ludwigsvorfeste)                                     |
| Auf dem Wall 13 (Standort)                                         | Memminger Tor                                                    | einzige erhaltene Toranlage der Befestigung des 19. Jahrhunderts, mit gedrungenem Turm, Blankziegelbau auf Sockel mit Kalksteinrustika, 1845–1849 | D-7-75-135-1             | Memminger Tor                                                    |
| Reuttier Straße 52–54 (Standort)                                   | Vorwerk 12 (Vorwerk Schwaighofen)                                | Vorwerk 12 (Vorwerk Schwaighofen), Vorwerk der ehemaligen Bundesfestung, winkelförmige Anlage mit Wall, Graben, Mauern und Kasematten, um 1850/53; siehe auch Im Starkfeld 16, 16 a. | D-7-75-135-1             | Vorwerk 12 (Vorwerk Schwaighofen)                                |
| Schützenstraße 59½ (Standort)                                      | Caponniere 8 der ehemaligen Bundesfestung                        | Sichtbackstein auf Werksteinsockel, 1844–1849 | D-7-75-135-1             | Caponniere 8 der ehemaligen Bundesfestung                        |
| Schützenstraße 72 (Standort)                                       | Glacis-Anlagen                                                   | ab 1919 angelegter Park im Bereich der Befestigungswerke der ehemaligen Bundesfestung (1844–1849); von den Festungswerken haben sich im Abschnitt zwischen Reuttier und Memminger Straße nur die Caponniere 4, im Abschnitt zwischen Memminger und Schützenstraße hingegen die wesentlichen Teile mit Wällen, nassem Graben, Mauern, Bastionen sowie der Caponniere 6 erhalten; die gemauerten Teile dieser Festungswerke in Sichtbackstein auf Werksteinsockel mit Eckquaderung.                                                                                               | D-7-75-135-1             | Glacis-Anlagen                                                   |
| bei Turmstraße 49 (Standort)                                       | Kollmannspark                                                    | hinter dem Wasserturm auf der Wallanlage der ehemaligen Festung; vgl. Stadtbefestigung. | D-7-75-135-1             | Kollmannspark                                                    |
| Uferstraße 5 (Standort)                                            | Ehemaliges Anschlussblockhaus der Bundesfestung an das Donauufer | erhalten im Untergeschoss des Hauses, Mitte 19. Jahrhundert | D-7-75-135-1             | Ehemaliges Anschlussblockhaus der Bundesfestung an das Donauufer |
| Jahnufer (bei Nr. 52) (Standort)                                   | Rest des Anschlussturmes der Befestigung an das Donauufer        | Rustikamauerwerk, jetzt Terrasse, Mitte 19. Jahrhundert | D-7-75-135-1             | Rest des Anschlussturmes der Befestigung an das Donauufer        |
| Jahnufer 54 (Standort)                                             | Rest des „Blockhauses“ vor dem Memminger Tor                     | um 1850–53; im Erdgeschoss des jetzigen Wohnhauses. | D-7-75-135-1             | Rest des „Blockhauses“ vor dem Memminger Tor                     |
| Ludwigsfeld Bei Filchnerstraße 22 (Standort)                       | Infanteriestützpunkt 58 der ehemaligen Bundesfestung Ulm         | Gruppe von 6 unterirdischen Bunkerbauten, von Schützengräben umgeben und miteinander verbunden, Laufgräben von der Front zu den Hohlbauten, vier baugleiche Wachräume, ein Untertrete- und ein Verbandsraum mit Halbkreisprofil betoniert, 1914 | D-7-75-135-70            | Infanteriestützpunkt 58 der ehemaligen Bundesfestung Ulm         |

## Baudenkmäler nach Ortsteilen

### Neu-Ulm
| Lage                                          | Objekt                                                                       | Beschreibung | Akten-Nr.               | Bild                                |
| --------------------------------------------- | ---------------------------------------------------------------------------- | --- | ----------------------- | ----------------------------------- |
| Am Illerkanal 29 (Standort)                   | Sogenannte Wiblinger Kanalbrücke                                             | Fischbauchbrücke, linsenförmige Tragkonstruktion aus Eisenelementen, baugleich mit der Fischbauchbrücke Ludwigsfeld, wohl um 1905/10 errichtet und nach 1945 erneuert | D-7-75-135-104          | weitere Bilder                      |
| Am Illerkanal 29 (Standort)                   | Elektrizitätswerk Jakobsruhe                                                 | Turbinenhaus, erdgeschossig mit Satteldach, Ecklisenen und kleinerem Anbau im Osten, um 1905 | D-7-75-135-121          | weitere Bilder                      |
| Auf dem Wall 14 (Standort)                    | Villa                                                                        | zweigeschossig mit hohem geschwungenem Dach, Flacherker und segmentbogigen Arkadenöffnungen zum Garten, 1914 | D-7-75-135-2            | Villa                               |
| Augsburger Straße 51 (Standort)               | Wohn- und Geschäftshaus                                                      | viergeschossiger Eckbau mit Zwerchgiebeln und rundem Eckerker, in barockisierendem Jugendstil, von Josef Ruhland, 1910/11 | D-7-75-135-4            | Wohn- und Geschäftshaus             |
| Augsburger Straße 104 (Standort)              | Villa                                                                        | zweigeschossiger, reich gegliederter Bau mit Mansarddach, in barockisierendem Jugendstil als eigenes Wohnhaus von Friedrich Schäfer erbaut, 1909 | D-7-75-135-5            | weitere Bilder                      |
| Augsburger Straße 104 (Standort)              | Gartenmauer                                                                  | mit rundem Pavillon, bauzeitlich | D-7-75-135-5 zugehörig  | Gartenmauer                         |
| Bahnhofstraße 60 (Standort)                   | Wohnhaus                                                                     | viergeschossig mit Erker und Stuckdetails, in historisierendem Jugendstil, von Josef Schuler, 1910 | D-7-75-135-6            | Wohnhaus                            |
| Bahnhofstraße 64 (Standort)                   | Wohnhaus                                                                     | viergeschossig in Formen des Heimat- und Jugendstils, von Karl Schäfer, 1908 | D-7-75-135-7            | Wohnhaus                            |
| Bahnhofstraße 65 (Standort)                   | Wohnhaus                                                                     | viergeschossig mit Schweifgiebel, Erkern und Hausteindekor in barockisierendem Jugendstil, von Sebastian Brückner, 1907 | D-7-75-135-8            | weitere Bilder                      |
| Eckstraße 2, 4, 6, 8 (Standort)               | Wohnanlage                                                                   | zwei dreigeschossige, zweifarbige Blankziegelbauten mit Hausteinelementen, zu einer einheitlichen Häuserzeile zusammengefasst, 1901/02 von Karl Schäfer; bildet mit Krankenhausstraße 44, 46 und Silcherstraße 28, 30, 32 eine dreiflügelige Baugruppe mit Eckbetonungen | D-7-75-135-10           | Wohnanlage                          |
| Eckstraße 10, Silcherstraße 45 (Standort)     | Mietshaus                                                                    | dreigeschossiges Eckhaus mit Blankziegelfassade in den Obergeschossen, Geschossgesimse und Putzgliederung in Form von Profilbändern mit auswachsenden Lilien und figürlichen Konsolen über den Fenstern und von Blendbögen und Rosetten am Eckerker, 1. Viertel 20. Jahrhundert | D-7-75-135-119          | BW                                  |
| Friedenstraße 28 (Standort)                   | Wohnhaus                                                                     | dreigeschossiger Blankziegelbau mit Hausteinelementen, um 1890 | D-7-75-135-11           | Wohnhaus                            |
| Gartenstraße 13 (Standort)                    | Ehemaliges Feuerlöschrequisitenhaus                                          | mit Schlauchturm und Wohnungen, dreigeschossiges Eckhaus mit viergeschossigem Turm, Blankziegelbau mit Haustein- und Neurenaissance-Elementen, von Karl Waldner, 1893 | D-7-75-135-15           | Ehemaliges Feuerlöschrequisitenhaus |
| Herdbrücke (Standort)                         | Herdbrücke                                                                   | bayerischer Teil der die Städte Ulm und Neu-Ulm verbindenden Bogenscheibenbrücke, Spannbeton, nach Plänen von Willy Stör durch die Wayss & Freytag A.G. und C. Baresel A.G. erbaut, Einweihung 1949 | D-7-75-135-127          | Herdbrücke                          |
| Hermann-Köhl-Straße 12 (Standort)             | Heimatmuseum                                                                 | zweigeschossiges, neubarockes Eckhaus mit kräftiger Fassadengliederung, geschweiften Zwerchgiebeln und Stuckdekor, 1902 | D-7-75-135-13           | Heimatmuseum                        |
| Hermann-Köhl-Straße 17 (Standort)             | Wohnhaus                                                                     | dreigeschossiger Traufseitbau mit spätklassizistischen Elementen, 1875 | D-7-75-135-14           | Wohnhaus                            |
| Insel (Standort)                              | Kriegerdenkmal                                                               | Kalksteinpfeiler mit Reliefs, 1932 von Edwin Scharff; an der Ostspitze der Insel | D-7-75-135-18           | weitere Bilder                      |
| Insel 7 (Standort)                            | Inselbefestigung                                                             | die Reste dienen heute als Stütz- und Gartenmauern, durch Umfassungsmauern befestigte Insel der Donau, den Westteil unregelmäßig umrundend mit Tuffquadersockel, Ziegelmauer und abschließendem Backsteingesims sowie mit gegen die Strömung gerichteter Spitze, Reste des Unterbaus und der Stützmauern auch an der Nordseite, 1562 als Brückenkopf der Reichsstadt Ulm errichtet, mehrfach, v. a. 1631, 1733 ff. und 1797 erneuert und verstärkt, 1800 alle Werke geschleift, westlich der Brücke Quadermauern vom Brückenbau von 1828 ff. | D-7-75-135-17           | Inselbefestigung                    |
| Insel 26 (Standort)                           | Villa                                                                        | zweigeschossiger Walmdachbau mit Polygonalerker, Altan auf toskanischen Säulen, Putzrahmung um die Fenster und geschweiften Dachgauben, in reduziertem, heimatverbundenem Neuklassizismus, nach Plänen von 1915, Reparaturen nach Kriegsschäden um 1950; zwei Gartenhäuschen, bauzeitlich | D-7-75-135-107          | BW                                  |
| Johannesplatz 1 (Standort)                    | Katholische Stadtpfarrkirche St. Johann Baptist                              | dreischiffiges, gestaffeltes Langhaus mit eingezogenem Chor, kegelförmigen Kapellenbauten, Turm im südlichen Chorwinkel und monumentalem Westwerk mit erhöhtem Mittelrisalit, in gotisierend-expressionistischen Formen mit Quader- und Ziegelmauerwerk, ursprünglich neuromanischer Backsteinrohbau 1857 ff. von Georg von Stengel, 1922 ff. von Dominikus Böhm erweitert und vollständig umgestaltet, durch ihn auch der Wiederaufbau 1945 ff.; mit Ausstattung                                                                            | D-7-75-135-3            | weitere Bilder                      |
| Johannesplatz 1 (Standort)                    | Denkmal                                                                      | südwestlich vor der Kirche, mit Markuslöwen, 1926 von Fritz Müller | D-7-75-135-3 zugehörig  | weitere Bilder                      |
| Johannisstraße (Standort)                     | Siehe Ensemble Johannisstraße                                                | nicht nachqualifiziert | D-7-75-135-21           | weitere Bilder                      |
| Kasernstraße 29 (Standort)                    | Wohnhaus                                                                     | zweigeschossig mit Satteldach, 1847 | D-7-75-135-22           | Wohnhaus                            |
| Kasernstraße 54 (Standort)                    | Wohn- und Geschäftshaus                                                      | dreigeschossiges Eckhaus mit polygonalem Eckerker und Schweifgiebeln, in barockisierendem Jugendstil, um 1910 | D-7-75-135-23           | Wohn- und Geschäftshaus             |
| Kasernstraße 56 (Standort)                    | Wohnhaus                                                                     | dreigeschossig mit geschweiftem Zwerchgiebel und Flacherker, in barockisierendem Jugendstil, um 1910 | D-7-75-135-24           | Wohnhaus                            |
| Kasernstraße 58 (Standort)                    | Wohnhaus                                                                     | dreigeschossig mit Erker und Jugendstilelementen, um 1910 | D-7-75-135-25           | Wohnhaus                            |
| Kasernstraße 60 (Standort)                    | Wohnhaus                                                                     | dreigeschossig mit Flacherker und Stuckdetails, in barockisierendem Jugendstil, um 1910 | D-7-75-135-26           | Wohnhaus                            |
| Krankenhausstraße 6 (Standort)                | Wohnhaus                                                                     | viergeschossiger Eckbau mit geschweiftem Zwerchgiebel, polygonalem Eckerker, Flacherker und Hausteindetails in neugotischen und neubarocken Formen, um 1900; vgl. Ensemble Johannisstraße | D-7-75-135-27           | Wohnhaus                            |
| Krankenhausstraße 44, 46 (Standort)           | Wohnhaus                                                                     | dreigeschossiger Eckbau mit dreifarbigen Blankziegelfassaden, abgetrepptem Zwerchgiebel und turmartiger Erhöhung, von Karl Schäfer, bezeichnet 1901; bildet mit Eckstraße 2, 4, 6, 8 und Silcherstraße 28, 30, 32 eine dreiflügelige Baugruppe | D-7-75-135-28           | Wohnhaus                            |
| Luitpoldstraße 17 (Standort)                  | Wohnhaus                                                                     | viergeschossiger Eckbau mit Blankziegelfassaden, Eckerker, Zwerchgiebel und Hausteinelementen in Formen der Renaissance, von Johann Denzel, bezeichnet 1904 | D-7-75-135-29           | Wohnhaus                            |
| Luitpoldstraße 21 (Standort)                  | Wohnhaus                                                                     | dreigeschossig mit geschweiftem Zwerchgiebel in zweifarbiger Blankziegelbauweise, um 1900 erbaut | D-7-75-135-110          | weitere Bilder                      |
| Luitpoldstraße 24, 26 (Standort)              | Wohnhaus                                                                     | dreigeschossig mit Blankziegelfassade und roten Sandsteinelementen, um 1899 | D-7-75-135-30           | Wohnhaus                            |
| Maximilianstraße 38 (Standort)                | Wohnhaus                                                                     | dreigeschossig mit Eckerker und Hausteingliederung, 1897 von Paul Frank | D-7-75-135-31           | Wohnhaus                            |
| Nähe John-F.-Kennedy-Straße (Standort)        | Wasserturm                                                                   | Wasserturm der ehem. Wiley Barracks, zylindrischer Behälter auf Tragkonstruktion mit Stahlbetonstützen, durch Ringbalken ausgesteift, von der Firma Ludwig Trucksäß, 1952 | D-7-75-135-128          | Wasserturm                          |
| Parkstraße 1 (Standort)                       | Villa                                                                        | Wohnhaus mit Turm, Erker, vorspringenden Anbauten und Dreiecksgiebeln, über dem Blockhaus der ehemaligen Bundesfestung von 1850/53 errichtet, von Hugo Häring, 1919 | D-7-75-135-33           | weitere Bilder                      |
| Paulstraße 10 (Standort)                      | Wohnhaus                                                                     | dreigeschossiges Eckhaus mit Zwerchgiebel, Putzgliederung, Hausteinelementen und Reliefs, bezeichnet 1912; mit Gartenmauer und Gartenhäuschen, bauzeitlich | D-7-75-135-34           | weitere Bilder                      |
| Paulstraße 10 (Standort)                      | Gartenmauer                                                                  | bauzeitlich | D-7-75-135-34 zugehörig | Gartenmauer                         |
| Paulstraße 10 (Standort)                      | Gartenhäuschen                                                               | bauzeitlich | D-7-75-135-34 zugehörig | Gartenhäuschen                      |
| Petrusplatz 2 (Standort)                      | Petruskirche                                                                 | Evang.-luth. Stadtpfarrkirche, neugotischer, kreuzförmiger Zentralbau in Sichtbackstein mit Lisenengliederung und Ostturm, 1863 ff. von Georg von Stengel, 1951 wiederhergestellt, 1967 ff. nach Westen erweitert; mit Ausstattung | D-7-75-135-40           | weitere Bilder                      |
| Reuttier Straße 2 (Standort)                  | Wohnhaus                                                                     | viergeschossig mit Eck- und Flacherker, um 1910/11 | D-7-75-135-35           | weitere Bilder                      |
| Reuttier Straße 7 (Standort)                  | Wohn- und Geschäftshaus                                                      | dreigeschossig mit Zwerchgiebel, um 1910 | D-7-75-135-36           | Wohn- und Geschäftshaus             |
| Reuttier Straße 36 (Standort)                 | Wohnhaus                                                                     | viergeschossig mit Erkern und Gauben, um 1910. | D-7-75-135-37           | Wohnhaus                            |
| bei Reuttier Straße 64 (Standort)             | Marienstatue                                                                 | auf einem Sockel mit Inschriften, von Gregor Kruk, 1953 | D-7-75-135-101          | Marienstatue                        |
| Schützenstraße 17 (Standort)                  | Amtsgericht                                                                  | dreigeschossiger Walmdachbau mit Pilastergliederung, Mittelrisalit und Dreiecksgiebel und Stuckdekorationen, 1898/99 | D-7-75-135-41           | Amtsgericht                         |
| Schützenstraße 38 (Standort)                  | Wohnhaus                                                                     | dreigeschossig in Rohziegelbauweise mit Putzgliederung und Hausteinelementen, 1899 | D-7-75-135-42           | Wohnhaus                            |
| Schützenstraße 40 (Standort)                  | Wohnhaus                                                                     | dreigeschossiger, zweifarbiger Blankziegelbau mit abgetrepptem Zwerchgiebel, um 1900 | D-7-75-135-43           | Wohnhaus                            |
| Schützenstraße 60 (Standort)                  | Amtsgericht                                                                  | dreigeschossig mit flachem Walmdach, 1900 von der Militärverwaltung als Wohnhaus erbaut, ab 1963 Landespolizei, 2008 ff. zum Justizzentrum erweitert und umgebaut | D-7-75-135-44           | Amtsgericht                         |
| Silcherstraße 1 (Standort)                    | Wohnhaus                                                                     | viergeschossiger Eckbau mit Lisenengliederung, Haustein und Stuckdetails sowie geschweiftem Zwerchgiebel in barockisierenden Formen, um 1900; siehe Ensemble Johannisstraße | D-7-75-135-45           | Wohnhaus                            |
| Silcherstraße 3 (Standort)                    | Wohnhaus                                                                     | viergeschossiger Blankziegelbau mit roten Sandsteinelementen, geschweiftem Zwerchgiebel und Balkon, um 1900 | D-7-75-135-46           | Wohnhaus                            |
| Silcherstraße 28, 30, 32 (Standort)           | Wohnhäuser                                                                   | dreigeschossige, dreifarbige Blankziegelbauten mit Hausteinelementen, zu einer einheitlichen Häuserzeile zusammengefasst, 1901/02 von Karl Schäfer; bildet mit Eckstraße 2, 4, 6, 8 und Krankenhausstraße 44, 46 eine dreiflüglige Baugruppe mit Eckbetonungen | D-7-75-135-47           | Wohnhäuser                          |
| Silcherstraße 40; Silcherstraße 48 (Standort) | Kultur- und Tagungszentrum Edwin-Scharff-Haus mit ehem. Edwin-Scharff-Museum | flacher mehrteiliger Baukomplex fächerförmig in die Landschaft eingebettet, schalungsrauer Sichtbeton, uferseitig mit großzügiger Durchfensterung, westlich angeschlossener, ummauerter Hof, von Bernhard von Busse und Ulrich Kraus, München; Gartengestaltung mit geschwungener Wegeführung, von Bernhard von Busse (Entwurf), Stadtgartenamt Neu-Ulm, Hans L. Poppe (Ausführungsplanung), 1974–77 | D-7-75-135-124          | BW                                  |
| Turmstraße 43 (Standort)                      | Ehemaliges Kriegsspital                                                      | ursprünglich als Kaserne erbaut, zweigeschossig mit zwei stumpfwinklig zusammenstoßende Flügel und nochmals abgewinkelten Kopfbauten, 1850 ff. | D-7-75-135-48           | Ehemaliges Kriegsspital             |
| Turmstraße 64 (Standort)                      | Wasserturm                                                                   | runder, sich nach oben verjüngender Turm mit oktogonalem Hochbehälter, 1898 ff. | D-7-75-135-49           | weitere Bilder                      |
| Wilhelmstraße 13 (Standort)                   | Wohnhaus                                                                     | dreigeschossig mit geschweiftem Zwerchgiebel, Flacherkern und Hausteinelementen, von Sebastian Brückner, um 1910 | D-7-75-135-53           | Wohnhaus                            |
| Wilhelmstraße 24 (Standort)                   | Wohnhaus                                                                     | dreigeschossig mit Zwerchgiebel, Hausteinelementen und Relief, um 1909/10 | D-7-75-135-54           | Wohnhaus                            |
| Wilhelmstraße 26 (Standort)                   | Wohnhaus                                                                     | dreigeschossig mit Zwerchgiebel, Hausteinelementen und Reliefs, um 1909/10 | D-7-75-135-55           | Wohnhaus                            |
| Zypressenweg 1, 1 a (Standort)                | Friedhof                                                                     | an der Reuttier Straße, 1861 angelegt, um 1930 erweitert; mit Grabmälern des 19./20. Jahrhunderts | D-7-75-135-56           | weitere Bilder                      |

### Burlafingen
| Lage                                              | Objekt                                              | Beschreibung | Akten-Nr.      | Bild           |
| ------------------------------------------------- | --------------------------------------------------- | --- | -------------- | -------------- |
| Friedhofstraße 6; Sankt-Jakob-Straße 5 (Standort) | Katholische Pfarrkirche St. Konrad von Parzham      | Saalbau mit Satteldach, südlichem Seitenschiff, und im Südwesten freistehendem, durch eine flachgedeckte Vorhalle mit der Kirche verbundenem Turm, der südöstliche Bauriegel mit Sakristei und Paramentenraum begrenzt einen Innenhof, von Werner Schneider, 1957 ff.; mit Ausstattung | D-7-75-135-57  | weitere Bilder |
| Heerstraße 2 (Standort)                           | Wegkreuz                                            | auf hohem gemauertem Sockel schmiedeeisernes Kruzifix, Ende 19. Jahrhundert | D-7-75-135-106 | BW             |
| Thalfinger Straße 37 (Standort)                   | Pfarrhaus                                           | zweigeschossiger Walmdachbau, 1790 errichtet, 1984 umgebaut | D-7-75-135-58  | Pfarrhaus      |
| Thalfinger Straße 39 (Standort)                   | Ehemalige Katholische Pfarrkirche St. Jakobus d. Ä. | seit 1962 Evang.-Luth. Kirche, Saalbau mit eingezogenem Chor und Turm im Nordwesten, 1820 an Stelle eines 1819 abgebrochenen gotischen Vorgängerbaus nach Plänen des Günzburger Landbaumeisters Schwesinger errichtet, 1964/65 umgestaltet; mit Ausstattung                            | D-7-75-135-59  | weitere Bilder |

### Finningen
| Lage                           | Objekt                             | Beschreibung | Akten-Nr.               | Bild           |
| ------------------------------ | ---------------------------------- | --- | ----------------------- | -------------- |
| Sankt-Mammas-Weg 14 (Standort) | Katholische Pfarrkirche St. Mammas | Saalbau mit eingezogenem Polygonalchor und Turm im nördlichen Chorwinkel, im Kern gotisch über romanischem Vorgängerbau, Chor um 1480 angebaut, 1725 barockisiert, 1781 Schiff verlängert; mit Ausstattung | D-7-75-135-60           | weitere Bilder |
| Sankt-Mammas-Weg 16 (Standort) | Katholisches Pfarrhaus             | zweigeschossiger Satteldachbau mit Lisenen und Gesimsgliederung, um 1768; mit Ausstattung | D-7-75-135-61           | weitere Bilder |
| Sankt-Mammas-Weg 16 (Standort) | ehemaliger Pfarrstadel             | westlich im rechten Winkel zum Pfarrhaus, zweigeschossig mit Satteldach und Giebelgesimsen, bezeichnet 1768                                                                                                | D-7-75-135-61 zugehörig | weitere Bilder |
| Zipperhecke 3 (Standort)       | Leichenhaus                        | im neuen Friedhof, auf unregelmäßigem, T-förmigem Grundriss mit geneigtem Zeltdach und hohem spitzen Dachreiter, um 1963; mit Ausstattung                                                                  | D-7-75-135-62           | weitere Bilder |

### Gerlenhofen
| Lage                             | Objekt                                                        | Beschreibung | Akten-Nr.     | Bild           |
| -------------------------------- | ------------------------------------------------------------- | --- | ------------- | -------------- |
| Freudenegger Straße 7 (Standort) | Kath. Filialkirche St. Maria Königin des Himmels und der Erde | Saalbau mit Turm an der Nordseite, südlich am Chor anschließender Bauriegel mit Sakristei, Nebenraum und Pfarrsaal, von Erwin Böhm, 1958 ff.; mit Ausstattung | D-7-75-135-63 | weitere Bilder |
| Geroldstraße 29 (Standort)       | Kath. Filialkirche St. Wolfgang                               | Saalbau mit eingezogenem Polygonalchor und Westturm, Ende 15. Jahrhundert, barockisiert 1760, Turm 1872; mit Ausstattung                                      | D-7-75-135-64 | weitere Bilder |

### Häuserhof
| Lage                          | Objekt       | Beschreibung | Akten-Nr.     | Bild |
| ----------------------------- | ------------ | --- | ------------- | ---- |
| Hausener Straße 60 (Standort) | Hauptgebäude | eines ehemaligen vierseitigen Gutshofs aus dem 17. Jahrhundert, mehrfach verändert, im Süden zweigeschossiger Traufseitbau mit Fachwerk und abgewalmten Dach, 1624, daran anschließend ein aus der Flucht vorspringender Querbau mit vorkragenden Obergeschossen in Fachwerk, Satteldach und Dachreiter, 1624, im Norden zweigeschossiger Walmdachbau, 19. Jahrhundert | D-7-75-135-65 | BW   |

### Hausen
| Lage                          | Objekt                               | Beschreibung | Akten-Nr.               | Bild           |
| ----------------------------- | ------------------------------------ | --- | ----------------------- | -------------- |
| Bei Weiherstraße 2 (Standort) | Ehemalige Familiengrabstätte         | neugotischer Bau mit polygonalem Abschluss und Dachreiter, im Auftrag von Hugo von Linden nach Plänen von Edmund Capitain, 1907; mit Ausstattung | D-7-75-135-68           | BW             |
| Bei Weiherstraße 2 (Standort) | Einfriedung                          | | D-7-75-135-68 zugehörig | BW             |
| Bei Kreuzstraße 7 (Standort)  | Steinkreuz                           | spätmittelalterlich | D-7-75-135-69           | BW             |
| Weiherstraße 5 (Standort)     | Schloss                              | Ulmer Patriziersitz, zweigeschossiger Mansarddachbau mit dreigeschossigem Mittelrisalit unter Dreiecksgiebel im Norden und auf der Hauptfassade im Süden, 1768, nach Brand 1924 durch Julius Schulte-Frohlinde wiederhergestellt; mit Ausstattung                       | D-7-75-135-66           | BW             |
| Weiherstraße 5 (Standort)     | Ehemaliger Zehentstadel              | langgestreckter zweigeschossiger Bau mit Halbwalmdach, im Kern 2. Hälfte 18. Jahrhundert | D-7-75-135-66 zugehörig | BW             |
| Weiherstraße 5 (Standort)     | Einfriedung                          | des Vorhofs durch eine Mauer mit Blendfeldern und Lisenengliederung, an den Einfahrten kreuzförmige Pfeiler, 2. Hälfte 18. Jahrhundert | D-7-75-135-66 zugehörig | BW             |
| Weiherstraße 5 (Standort)     | Gartenpavillon                       | querrechteckiger Walmdachbau, um 1768 | D-7-75-135-66 zugehörig | BW             |
| Weiherstraße 5 (Standort)     | Park                                 | im Norden und Westen, im englischen Stil, 19. Jahrhundert | D-7-75-135-66 zugehörig | BW             |
| Weiherstraße 5 (Standort)     | Ziehbrunnen                          | mit oktogonalem Becken und Aufsatz mit Ziehvorrichtung, 19. Jahrhundert | D-7-75-135-66 zugehörig | BW             |
| Weiherstraße 19 (Standort)    | Evang.-luth. Filialkirche St. Ulrich | einschiffig mit eingezogenem, leicht nach Süden abgeknicktem Polygonalchor und Turm im nördlichen Chorwinkel, Langhaus Mitte 15. Jahrhundert, Chor um 1470/88, 1623 restauriert, bezeichnet, 1790 Turmerneuerung nach Entwurf von Johann Martin Kapfer; mit Ausstattung | D-7-75-135-67           | weitere Bilder |

### Holzschwang
| Lage                                | Objekt                                          | Beschreibung | Akten-Nr.               | Bild                   |
| ----------------------------------- | ----------------------------------------------- | --- | ----------------------- | ---------------------- |
| Bei Ulmer Straße 22 (Standort)      | Zwei Steinkreuze                                | wohl spätmittelalterlich | D-7-75-135-77           | weitere Bilder         |
| Sankt-Georg-Straße 16 (Standort)    | Evang.-Luth. Pfarrkirche St. Georg              | Saalbau mit eingezogenem Polygonalchor und Westturm, Langhaus wohl 14. Jahrhundert, Chor und Turm wohl 3. Viertel 15. Jahrhundert, Mitte 18. Jahrhundert und um 1770 mehrfach verändert und barockisiert; Einfriedung in Teilen historisch | D-7-75-135-74           | weitere Bilder         |
| Tannenweg 19 (Standort)             | Ehemaliger Pfarrstadel                          | Fachwerkbau mit Quertenne und Walmdach, wohl letztes Viertel 18. Jahrhundert | D-7-75-135-75           | Ehemaliger Pfarrstadel |
| Weißenhorner Straße 6, 8 (Standort) | Ehemaliger Patriziersitz der Ulmer Familie Roth | verputzter, zweigeschossiger Fachwerkbau mit Satteldach, quadratischen Ecktürmen, Mitte 16. Jahrhundert | D-7-75-135-76           | weitere Bilder         |
| Weißenhorner Straße 6, 8 (Standort) | Gartenmauer                                     | mit Einfahrt mit zwei Torpfeilern und Wappenschilden, bezeichnet 1762 | D-7-75-135-76 zugehörig | BW                     |
| Weißenhorner Straße 6, 8 (Standort) | Remise                                          | nördlich, mit Satteldach, 1860 | D-7-75-135-76 zugehörig | BW                     |
| Weißenhorner Straße 6, 8 (Standort) | Austragshaus                                    | erdgeschossiger Satteldachbau mit hohem Kniestock, um 1900 | D-7-75-135-76 zugehörig | Austragshaus           |

### Jedelhausen
| Lage                     | Objekt              | Beschreibung | Akten-Nr.     | Bild           |
| ------------------------ | ------------------- | --- | ------------- | -------------- |
| Posthornweg 2 (Standort) | Schloss Jedelhausen | Schloss, ehemaliger Patrizier-Landsitz, dreigeschossiger Walmdachbau, 1572, 1792 renoviert und barockisiert, 1919 verändert | D-7-75-135-78 | weitere Bilder |

### Ludwigsfeld
| Lage                   | Objekt        | Beschreibung                                                                                                  | Akten-Nr.               | Bild |
| ---------------------- | ------------- | --- | ----------------------- | ---- |
| Gurrenhof 1 (Standort) | Villa         | zweigeschossig mit abgeschrägten Ecken, 1920 nach Entwurf von Hermann Herrenberger errichtet; mit Ausstattung | D-7-75-135-12           | BW   |
| Gurrenhof 1 (Standort) | Stall         | mit Fachwerk und Krüppelwalmdach, wohl 2. Hälfte 18. Jahrhundert                                              | D-7-75-135-12 zugehörig | BW   |
| Gurrenhof 1 (Standort) | Toreinfahrten | mit kreuzförmigen Pfeilern und Vasenaufsätzen, wohl 1920                                                      | D-7-75-135-12 zugehörig | BW   |

### Neubronn
| Lage                  | Objekt      | Beschreibung | Akten-Nr.               | Bild           |
| --------------------- | ----------- | --- | ----------------------- | -------------- |
| Neubronn 1 (Standort) | Schloss     | ehemaliger Patrizier-Landsitz, dreigeschossiger Satteldachbau mit Wellenrandgiebeln, auf dem Dachfirst Türmchen, um 1560/75                                                                                  | D-7-75-135-79           | weitere Bilder |
| Neubronn 1 (Standort) | Gartenmauer | mit Streben und Schlüsselscharten, im Kern wohl 16. Jahrhundert, Teile in Beton erneuert, Einfahrt mit Pfeilern, 18. Jahrhundert, im Norden verbretterte und gedeckte Treppe zum tiefer gelegenen Obstgarten | D-7-75-135-79 zugehörig | BW             |
| Neubronn 1 (Standort) | Remise      | im Zuge der Südmauer, mit Walmdach, 18. Jahrhundert | D-7-75-135-79 zugehörig | BW             |
| Neubronn 1 (Standort) | Brunnen     | östlich des Schlosses, spätklassizistisch, Anfang 19. Jahrhundert | D-7-75-135-79 zugehörig | BW             |
| Neubronn 2 (Standort) | Remise      | erdgeschossiger Schopfwalmdachbau mit zwei segmentbogigen Toreinfahrten, wohl letztes Viertel 18. Jahrhundert                                                                                                | D-7-75-135-113          | BW             |

### Offenhausen
| Lage                      | Objekt    | Beschreibung | Akten-Nr.     | Bild           |
| ------------------------- | --------- | --- | ------------- | -------------- |
| Schlössleweg 3 (Standort) | Schlössle | Ehemaliges Schloss, dreigeschossiger Satteldachbau mit Eckerkern am oberen Geschoss, 1552, mit späteren Veränderungen und Anbauten | D-7-75-135-80 | weitere Bilder |

### Pfuhl
| Lage                             | Objekt                              | Beschreibung | Akten-Nr.               | Bild                          |
| -------------------------------- | ----------------------------------- | --- | ----------------------- | ----------------------------- |
| Griesmayerstraße 43 (Standort)   | Ehemaliger Zehentstadel             | mit hohem Walmdach, 17. und 18. Jahrhundert | D-7-75-135-82           | Ehemaliger Zehentstadel       |
| Griesmayerstraße 63 (Standort)   | Pfarrhaus                           | zweigeschossiger, verputzter Fachwerkbau mit Satteldach und vorkragendem Ober- und Giebelgeschoss, von Joseph Furttenbach, 1655, Dachstuhl im 18. Jahrhundert erneuert                                                                                                 | D-7-75-135-81           | weitere Bilder                |
| Hauptstraße 2 (Standort)         | Sogenannter Saalbau                 | zweigeschossiger, winkelförmiger Satteldachbau mit Erkern und reicher, historisierender Fassadengliederung, Anfang 20. Jahrhundert, später verändert | D-7-75-135-103          | Sogenannter Saalbau           |
| Hauptstraße 37 (Standort)        | Ehemalige Webersölde                | Wohnstallhaus mit zweigeschossigem, nach Süden vorkragendem Wohnteil, 1630 errichtet (Dendro), später erweitert | D-7-75-135-84           | Ehemalige Webersölde          |
| Hauptstraße 73 (Standort)        | Ehemaliges ulmisches Amtshaus       | zweigeschossiger Satteldachbau mit vorkragendem Obergeschoss und Zwerchgiebel in Fachwerk sowie Dachreiter, 2. Hälfte 17. Jahrhundert | D-7-75-135-85           | Ehemaliges ulmisches Amtshaus |
| Kirchstraße 5 (Standort)         | Evang.-Luth. Pfarrkirche St. Ulrich | Saalbau mit eingezogenem Rechteckchor im Turmerdgeschoss, Unterbau des Turms und Teile des Kirchenschiffs spätes 14. Jahrhundert, um 1480 Turmerhöhung und Neubau des Langhauses, im 17. Jahrhundert und 1727 Barockisierungen; mit Ausstattung                        | D-7-75-135-86           | weitere Bilder                |
| Kirchstraße 5 (Standort)         | Ehemaliger Friedhof                 | um die Pfarrkirche, mit Rest alter, ziegelgedeckter Ummauerung und zwei Toren | D-7-75-135-86 zugehörig | Ehemaliger Friedhof           |
| Kirchstraße 5 (Standort)         | Grabmal                             | im Kirchhof, für den Ulmer Gelehrten Johann Jakob Wagner, gest. 1841 | D-7-75-135-86 zugehörig | weitere Bilder                |
| Bei Am Kapellenberg 2 (Standort) | Kriegergedächtniskapelle            | Kopie des Chores der 1478 errichteten und beim Ausbau der Bundesstraße abgebrochenen Marienkapelle unter Verwendung originaler Teile, einjochig und polygonal geschlossen mit Terrakottafries, an zwei Strebepfeilern originale Steinplatten mit Bauinschrift von 1478 | D-7-75-135-87           | weitere Bilder                |
| Bei Lupinenweg 2 (Standort)      | Pestkreuz                           | Steinkreuz, spätmittelalterlich, früher am Kirchweg | D-7-75-135-88           | Pestkreuz                     |

### Reutti
| Lage                               | Objekt                                  | Beschreibung | Akten-Nr.               | Bild           |
| ---------------------------------- | --------------------------------------- | --- | ----------------------- | -------------- |
| Auf dem Berg 1 (Standort)          | Schloss Reutti                          | ehemaliger Patrizier-Landsitz, ursprünglich auf allen Seiten von Gräben umgeben, viereckige Anlage mit dreigeschossigem Hauptbau auf winkelförmigem Grundriss mit Mansarddach, polygonalen Ecktürmen im Westen und weit vorspringendem Hauptturm im Südosten, 1550 ff. auf älterer Grundlage errichtet, Rundbogentor mit zinnenartigem Aufsatz 19. Jahrhundert | D-7-75-135-91           | weitere Bilder |
| Auf dem Berg 1 (Standort)          | Hof                                     | durch Mauern und Tor abgeschlossen | D-7-75-135-91 zugehörig | Hof            |
| Auf dem Berg 2 (Standort)          | Evang.-Luth. Pfarrkirche St. Margaretha | einschiffiges Langhaus, an den Chorturm angefügter Polygonalchor, im Kern wohl 14. Jahrhundert, Chorschluss 1472, Erweiterung des Kirchenschiffs sowie Erhöhung des Turms und Sakristeianbau um 1500; mit Ausstattung | D-7-75-135-89           | weitere Bilder |
| Auf dem Berg 2 (Standort)          | Einfriedung                             | mit Tordurchgang | D-7-75-135-89 zugehörig | BW             |
| Auf dem Berg 3 (Standort)          | Evang.-Luth. Pfarrhaus                  | zweigeschossiger Satteldachbau, im Süden Tür mit kielbogig geschwungenem Sturz, 1552 | D-7-75-135-90           | weitere Bilder |
| Holzschwanger Straße 61 (Standort) | Steinkreuz                              | spätmittelalterlich | D-7-75-135-92           | weitere Bilder |

### Steinheim
| Lage                            | Objekt                                | Beschreibung | Akten-Nr.     | Bild                           |
| ------------------------------- | ------------------------------------- | --- | ------------- | ------------------------------ |
| Bauernstraße 26 (Standort)      | Ehemaliger Patrizierlandsitz          | jetzt Bauernhof, zweigeschossiger Satteldachbau mit dreigeschossigem Quertrakt im Westen, Fassaden mit reicher Sgraffit Dekoration, Fensteradikulen mit antikisierenden Architekturelementen und Sonnenuhr, erbaut von Werkmeister L.M., bezeichnet 1619; an der Scheune drei Wappensteine, bezeichnet 1619, 1688, 1707 | D-7-75-135-93 | Ehemaliger Patrizierlandsitz   |
| Buchbergstraße 5 (Standort)     | Ehemaliges Patrizierschlößchen        | jetzt Bauernhof, stattliches, zweigeschossiges Wohnstallhaus mit Satteldach und verputztem Fachwerk, wohl 16. Jahrhundert, Gesimse im 18. Jahrhundert erneuert, rückseitig angebaute Scheune, 18. Jahrhundert | D-7-75-135-94 | Ehemaliges Patrizierschlößchen |
| Burlafinger Straße 9 (Standort) | Evang.-Luth. Pfarrkirche St. Nikolaus | Saalbau mit Polygonalchor und Turm im nördlichen Winkel, um 1470, barockisiert um 1629, 1796 und 1799 verändert; mit Ausstattung | D-7-75-135-95 | weitere Bilder                 |

### Tiefenbach
| Lage                    | Objekt             | Beschreibung | Akten-Nr.     | Bild               |
| ----------------------- | ------------------ | --- | ------------- | ------------------ |
| Tiefenbach 2 (Standort) | Ehemaliges Schloss | seit dem 19. Jahrhundert Bauernhof, dreigeschossiger Satteldachbau zum Teil mit verputztem Fachwerk und rechtwinklig anstoßendem Wirtschaftsgebäude, 16. Jahrhundert, 1760 renoviert; eingemauerter Wappenstein der Familie Besserer | D-7-75-135-98 | Ehemaliges Schloss |

## Ehemalige Baudenkmäler
In diesem Abschnitt sind Objekte aufgeführt, die früher einmal in der Denkmalliste eingetragen waren, jetzt aber nicht mehr. Objekte, die in anderem Zusammenhang also z. B. als Teil eines Baudenkmals weiter eingetragen sind, sollen hier nicht aufgeführt werden. Aktennummern in diesem Abschnitt sind ehemalige, jetzt nicht mehr gültige Aktennummern.

| Lage                                        | Objekt                                               | Beschreibung | Akten-Nr.                | Bild                                                 |
| ------------------------------------------- | ---------------------------------------------------- | --- | ------------------------ | ---------------------------------------------------- |
| Neu-Ulm Schützenstraße 19 (Standort)        | Wohnhaus                                             | dreigeschossiger, spätklassizistischer Walmdachbau mit rustiziertem Erdgeschoss und Lisenengliederung, um 1880  | D-7-75-135-117           | weitere Bilder                                       |
| Neu-Ulm Schützenstraße 72 (Standort)        | Villa                                                | erdgeschossiger Bau mit Halbwalmdach und Zwerchhaus, um 1910, rückseitig moderne Anbauten                       | D-7-75-135-118           | weitere Bilder                                       |
| Neu-Ulm Schützenstraße 72 (Standort)        | Laterne                                              | an der Straße, mit kunstvoller Halterung aus gerollten Eisenbändern, bauzeitlich, um 1910                       | D-7-75-135-118 zugehörig | Laterne                                              |
| Neu-Ulm Zeppelinstraße 1 (Standort)         | Infanteriestützpunkt 63 der ehemaligen Reichsfestung | 3 unterirdische Bunkerbauten (Verbandsraum, 2 Wachräume) einer ehemaligen 6-er Gruppe, 1914.                    | D-7-75-135-99            | Infanteriestützpunkt 63 der ehemaligen Reichsfestung |
| Pfuhl Hauptstraße 76 (Standort)             | Wohnhaus                                             | zweigeschossiger Satteldachbau, Ober- und vorkragendes Giebelgeschoss in Fachwerk, im Kern wohl 18. Jahrhundert | D-7-75-135-114           | BW                                                   |
| Pfuhl Leipheimer Straße 26 (Standort)       | Wohnhaus                                             | zweigeschossiger Walmdachbau mit Zwerchhaus und Fenstererker, in Formen des Heimatstils um 1910 errichtet       | D-7-75-135-115           | BW                                                   |
| Steinheim Remmeltshofer Straße 3 (Standort) | Renaissancetür geschnitzt                            | bezeichnet 1596; im Obergeschoss des ehemaligen Herrensitzes (jetzt Bauernhaus)                                 | D-7-75-135-96            | Renaissancetür geschnitzt                            |
| Steinheim Steingartenstraße 11 (Standort)   | Ehemaliger Zehentstadel                              | Fachwerk, mit Satteldach, erbaut 1723                                                                           | D-7-75-135-97            | Ehemaliger Zehentstadel                              |

## Abgegangene Baudenkmäler
In diesem Abschnitt sind Objekte aufgeführt, die früher einmal in der Denkmalliste eingetragen waren, jetzt aber nicht mehr existieren, z. B. weil sie abgebrochen wurden. Aktennummern in diesem Abschnitt sind ehemalige, jetzt nicht mehr gültige Aktennummern.

| Lage                                | Objekt                       | Beschreibung | Akten-Nr.      | Bild           |
| ----------------------------------- | ---------------------------- | --- | -------------- | -------------- |
| Ludwigsfeld Illerholzweg (Standort) | Sogenannte Dornbäumlesbrücke | Fischbauchbrücke, linsenförmige Tragkonstruktion aus Eisenelementen, 1945 anstelle einer gesprengten Brücke von 1905/07 errichtet, Betondecke 1949, später verändert | D-7-75-135-105 | weitere Bilder |